# Кубрик (морський термін)

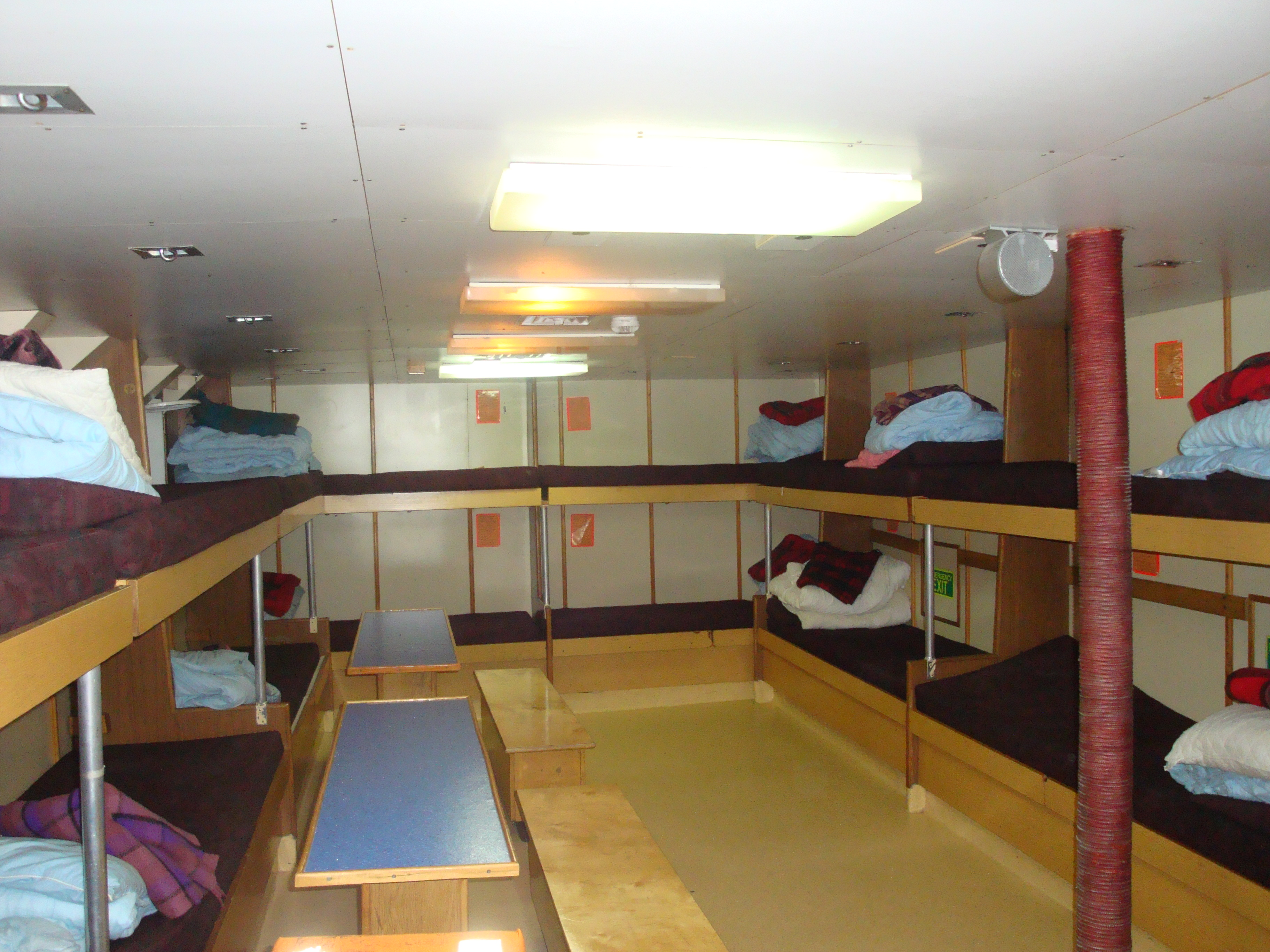
Кубрик курсантів-практикантів на польському судні Dar Młodzieży

Ку́брик (нід. koebrug — «нижня палуба», «сходня») — житлове приміщення для всієї команди корабля або його частини. У кубриках традиційно розміщувався матроський склад, у той час як офіцери забезпечувалися каютами. У часи вітрильного флоту кубриком іменувалася нижня палуба (орлопдек), де команда розташовувалася для сну, спочатку прямо на палубі, потім в підвісних ліжках. У носовій і кормовій частинах трюму могли влаштовувати помости — так званий навісний кубрик. На теперішній час кубрики практично зникли на суднах цивільного флоту, але є звичайними для військових кораблів.